# Svartabborrtjärnen (Råneå socken, Norrbotten, 733323-176927)
Svartabborrtjärnen är en sjö i Bodens kommun i Norrbotten och ingår i Altersundets huvudavrinningsområde.